# Resolució 1225 del Consell de Seguretat de les Nacions Unides
La Resolució 1225 del Consell de Seguretat de les Nacions Unides fou adoptada per unanimitat el 28 de gener de 1999. Després de reafirmar totes les resolucions sobre Geòrgia, particularment la Resolució 1187 (1998), el Consell va prorrogar el mandat de la Missió d'Observació de les Nacions Unides a Geòrgia (UNOMIG) fins al 31 de juliol de 1999, i va expressar la intenció de revisar el seu mandat.
La situació a la zona del conflicte es va mantenir tibant i inestable, i les negociacions entre Geòrgia i Abkhàzia havien quedat bloquejades, va observar el Consell. Va reconèixer que la presència de les forces de manteniment de la pau de la UNOMIG i de la Comunitat d'Estats Independents (CIS) havia estabilitzat la situació. Les parts havien de respectar els drets humans i el Consell de Seguretat va donar suport als esforços del secretari general Kofi Annan per trobar maneres de millorar la seva observança.
Les parts van celebrar una reunió a Atenes a l'octubre de 1998, però no van poder acceptar mesures de confiança, seguretat, retorn de refugiats i reconstrucció econòmica. El Consell de Seguretat va exigir que ambdues parts tornessin a negociacions i es comprometessin al procés de pau. També se'ls va demanar que s'adherissin a l'Acord d'Alto el Foc i Separació de Forces.
Mentrestant, la situació dels refugiats continuava sent preocupant i el Consell de Seguretat va reiterar que els canvis demogràfics causats pel conflicte eren inacceptables. Va condemnar les activitats dels grups armats, inclòs l'establiment de mines terrestres, que obstaculitzaven el treball de les organitzacions humanitàries i retardaven la normalització de la situació a la regió de Gali, a Abkhàzia. Es va instar a ambdues parts a prendre mesures per posar fi a aquestes activitats.
La resolució va concloure demanant al Secretari General que informés en un termini de tres mesos sobre la situació i expressés la seva intenció de revisar l'operació de la UNOMIG al finalitzar el seu mandat actual.